# Izabela Maria Furtado Kestler
Izabela Maria Furtado Kestler (geboren als Izabela Maria Furtado de Sant’Anna am 20. Juni 1959 in Rio de Janeiro; † 1. Juni 2009 im Air-France-Flug 447) war eine brasilianische Germanistin.
Kestler promovierte 1992 an der Albert-Ludwigs-Universität Freiburg mit einer Arbeit über Die Exilliteratur und das Exil der deutschsprachigen Schriftsteller und Publizisten in Brasilien. Von 1989 bis 1993 lebte sie in Freiburg, Bonn und Stuttgart. Von 2006 bis 2009 lehrte und forschte sie als Professorin für Germanistik an der Universidade Federal do Rio de Janeiro.
Kestler war Mitgründerin der 2009 gegründeten Associação Goethe do Brasil. Ihr Nachlass über Exilliteratur befindet sich in der Casa Stefan Zweig in Rio de Janeiro.
Izabela Maria Furtado Kestler starb beim Flugzeugabsturz des Air-France-Flug 447 am 1. Juni 2009.

## Schriften
- Ernst Tollers publizistische Tätigkeit in der Weimarer Republik und im Exil, Freiburg im Breisgau 1987, OCLC 632681689 (Magisterarbeit Universität Freiburg im Breisgau [1987], 72 Seiten, vorgelegt von Izabela Maria Furtado de Sant’Anna).
- Die Exilliteratur und das Exil der deutschsprachigen Schriftsteller und Publizisten in Brasilien (= Europäische Hochschulschriften, Reihe 1: Deutsche Sprache und Literatur, Band 1344) Peter Lang, Frankfurt am Main / Berlin / Bern / New York, NY / Paris / Wien 1992, ISBN 3-631-45160-1 (Dissertation Universität Freiburg im Breisgau 1991, 267 Seiten).
- Deutschsprachige Publizisten in Brasilien. In: Alternative Lateinamerika, das deutsche Exil in der Zeit des Nationalsozialismus Akten des Internationalen Symposiums „Exil in Spanien, Portugal und Lateinamerika“ vom 30. September bis 2. Oktober 1991 am Ibero-Amerikanischen Institut Preussischer Kulturbesitz, herausgegeben von Karl Kohut und Patrik von ZurMühlen (= Americana Eystettensia, Serie A Kongreßakten, Band 12). Vervuert, Frankfurt am Main 1994,  S. 219–236, ISBN 3-89354-913-7.